# バーモントカレー
バーモントカレーは、ハウス食品が販売する即席固形カレールー、および即席レトルトカレーの商品名で、同社の登録商標（日本第1944326号）である。また、本項では当商品の横展開商品の即席固形ハヤシライスソースルーのバーモントハヤシについても述べる。

## 概要
原材料にリンゴと蜂蜜を使用し、まろやかでコクのある味わいが特徴である。辛味は甘口・中辛・辛口の3種類で、「甘口」はハウスにおける5段階評価の辛味順位では一番下の「1」となっており、辛口は中間の「3」であるが同社の「ジャワカレー」の甘口、「こくまろカレー」の中辛、「印度カレー」の中辛、「ザ・カリー」の中辛、「海の幸カレー」、「ザ・ホテル・カレー コク深い中辛」、「熟成コクデミカレー」、「ベジタブルカレー」、「ヘルシーオカレー 野菜の旨みまろやかタイプ中辛」などと同じ程度の順位（2016年11月現在）である。
内容量は115グラム（6皿分）・230グラム（12皿分(6皿分×2)）、1kg入りの業務用パッケージがある。希望小売価格は115グラムが194円、230グラムが318円（2016年11月現在、各税別）。箱入りで、賞味期限は1年6ヶ月（開封後は冷蔵保存で約3ヶ月）。日本全国で発売。
辛味の種類別における売上の傾向は中辛が最も高く、甘口・辛口の順に続く。辛口の売上比率は全体の1 - 2割程度で残りの8 - 9割を中辛と甘口が占めている。2012年度の調査では中辛44%:甘口40%:辛口16%だった売上比率が2018年度の調査では中辛44%:甘口43%:辛口13%となっており甘口のシェアが中辛のシェアとほぼ同率まで伸びている。
日本全国のスーパーマーケットにおける即席固形カレールーの銘柄別売上（2010年）では、本品中辛が第1位、本品甘口が第2位、本品辛口が第6位で、3種類合わせた売上額は約200億円であった。発売50周年の2013年時点では、カレールー市場全体のうち約3割を占めていたという。出荷量は、2003年までの40年間で約122万トンを記録している。
日本国外にも展開されており、輸出はアメリカや韓国など約70か国に行われ、現地生産は2004年に中国で開始され、現地の味覚に合わせた味付けや風味に変更している。また、台湾では同社とセブン-イレブンが共同開発を行い、バーモントカレーを使用した弁当「佛蒙特咖喱飯」がセブン-イレブン限定で販売され人気を得ている。
姉妹品として、食物アレルゲンとなる小麦、乳、卵など7つの成分を含まない『特定原材料7品目不使用バーモントカレー』、ルーに含まれる脂肪分をおよそ半分にカットした低カロリー版『プライム バーモントカレー』（当初は内容量200グラム・10皿分、2010年2月以降より内容量160グラム・8皿分に変更された）、幼児にも食べやすい『バーモントカレー キッズ』（フレークタイプ）、バーモントカレーのハッシュドビーフ版とされる「バーモントハヤシ」がある。業務用製品として、カレーパン用フィリングも製造されている。

## 歴史
1960年代初旬頃、家庭の食事は子供を中心に回り始めていたが、カレーは辛さや刺激から「大人の食べもの」という認識が強く、子供までを対象としたカレールー商品は存在していなかった。子供用のカレーは別の鍋で味付けを調整する必要があるなど、子供のいる家庭においてカレーは必要以上に手間の掛かる料理とされていた。そこでカレーの辛さを抑え、手軽に「子供も大人も一緒に美味しく食べられる」とのコンセプトで開発が始まった。
開発当時の日本では「バーモント健康法」と呼ばれる、アメリカ合衆国バーモント州に伝わるりんご酢とはちみつを使った民間療法が流行しており、これが商品名の由来となっている。それまでも同社の商品の一部では、原材料にリンゴと蜂蜜を使用してコクを出していたが、このカレーの開発にあたっては「バーモント健康法」の応用として、リンゴと蜂蜜が中心に取り入れられた。香辛料の持つ辛さをできるだけ抑えつつも、子供から大人まで幅広い世代が一緒に楽しめるカレーを探求し、試作品が多数作られた末に、リンゴの酸味とハチミツによってコクのあるマイルドな風味を特徴とする味付けとなった。
開発を率いたのは当時副社長だった浦上郁夫（後に社長となるも、1985年の日本航空123便墜落事故により死去）。
1963年（昭和38年）10月発売開始。当時の価格は1箱120g（6皿分）が60円、1966年（昭和41年）に追加された1箱240g（12皿分）が120円だった。パッケージにはリンゴとカレーライスの写真と蜂のイラストを大きく配置しており、当時としては斬新なデザインであった。CMや店頭での試食宣伝活動が奏功し、数か月後には生産が間に合わなくなる程の大ヒット、当初販売店にあった「甘い（辛くない）カレーなんて売れるはずがない」との見方を覆し、瞬く間に同社を代表する定番商品となった。ちなみに商品名のロゴは既発の「ハウスカレー」に「バーモント」の文字を付け足したものだった。
辛味の種類は当初甘口のみだったが、好みの変化に応じて1972年（昭和47年）には「辛口」、そして1983年（昭和58年）には「中辛」とバリエーションを拡大した。
1980年（昭和55年）、社名ロゴ（CI）の変更に合わせ初の全面改良が行われたほか、パッケージも大幅に一新。これに伴い同商品の横展開商品にあたる即席ハヤシライスルウの「バーモントハヤシ」発売開始。
1989年（平成元年）に二度目の全面改良が行われた。
1997年（平成9年）に三度目の全面改良が行われ、コクの再現を実現するため前年に発売を開始した同社の即席カレールウ「こくまろカレー」で培ったダブルブレンド製法が採用された。
2010年（平成22年）春に四度目の全面改良が行われ、「新・濃縮加熱製法」を取り入れてコクと香りを高めながらも油脂約10%とカロリー約6%を減らしており、ヘルシー度を増した。
2023年（令和5年）2月に発売60周年を記念する形でバーモントカレーブランド初めてのレトルトタイプとなる「レトルトバーモントカレー」を販売開始（甘口・中辛のみ）。
2024年（令和6年）1月に子息（子供）が巣立ち、2人暮らしとなった大人の家族（エンプテイ・ネスト）を対象とした少量調理用のレトルトタイプペーストルウのプレミアム商品「バーモントカレーシェフズアレンジ」（2～3皿用）を販売開始。
リンゴに蜂蜜が垂れる映像は、広がりながら回転する傘の骨のような自作器具を用いて撮影した。制作は一貫して電通関西支社が担当している。

## 歴代CMキャラクター
現在
- 橋本環奈（2024年4月1日 - ） - バーモントカレーのCMキャラクターにおける女性芸能人の単独起用としては後述するいしだあゆみ以来、56年ぶりの起用となった。
- Mrs. GREEN APPLE（2025年7月14日 - 8月末予定） - 「楽しみ無限大 ミセス∞ハウスキャンペーン」の一環として期間限定で起用。

過去
- いしだあゆみ（1965年 - 1968年）
- ピンキーとキラーズ（1969年 - 1971年）
- 原田大二郎(1972年 - 1973年)
- 鳥居恵子(1972年 - 1973年) - 上記の原田大二郎と共演。
- 西城秀樹（1973年 - 1985年） - バーモントカレーのCMキャラクター降板後は同社のジャワカレーのCMキャラクターとして1986年から約1年間起用された。
- 河合奈保子（1980年 - 1983年） - 上記の西城秀樹と共演バージョンとソロバージョンあり。
- 中村繁之（1985年 - 1986年）
- 東山紀之（少年隊）（1986年 - 1995年）
- 長瀬智也（TOKIO）（1996年 - 1997年）
- イチロー（1997年 - 1998年）
- 三倉茉奈・佳奈（1997年 - 1998年） - 上記のイチローと共演。
- 堂本光一（1998年 - 1999年）
- 堂本剛（1999年 - 2000年）
- 森田剛、三宅健、岡田准一（V6「Coming Century」）（2000年 - 2002年）
- 平瀬智行（2000年 - 2002年）
- ケイン・コスギ（2002年 - 2004年）
- 小野伸二（2005年 - 2006年）
- 手越祐也（NEWS)（2006年 - 2008年）
- 相葉雅紀（嵐）（2008年 - 2013年）
- Hey! Say! JUMP（2013年 - 2016年）
  - 知念侑李 （2013年 - 2022年)
- 櫻井翔（嵐）（2023年1月23日 - 8月31日）[注 3]

### 西城秀樹との関わり
テレビコマーシャルにはその時々の人気タレントがCMキャラクターに起用され、ハウス食品を代表する一大ブランドの浸透に寄与しているが、その中でも西城秀樹（出演：1973年 - 1985年）との関わりは非常に深い。
CMソングの元祖は、作詞野坂昭如・作曲いずみたくのゴールデンコンビが生んだ『バーモントカレーの歌』。歴代のCMタレントに歌い継がれたが、西城出演時代の途中から「♪ハウスバーモントカレーだよ」の歌い出しが有名な歌（作曲：すぎやまこういち）に変わり、「ハウスといえばバーモントカレー」のイメージを広く浸透させた。
キャッチコピーの“ヒデキ、感激!!”は、後年広く引用・パロディ化されている。
1980年のパッケージリニューアル以降（河合奈保子共演時代）は、河合(西城もコーラス参加)による「♪リンゴとハチミツ ハウスバーモントカレー」で終わる曲に変更された。この曲は西城単独バージョンが再開後も西城による歌唱で継続使用された。
本CM以降の西城とハウス食品の関係は深く、「バーモントカレー」と並行して出演した「ハウスポテトチップス」や、降板翌年から出演した先述の「ジャワカレー」や「六甲のおいしい水」（現・アサヒ飲料「おいしい水 天然水 六甲」）などハウス食品の他製品のCMにも起用され、数々のハウス食品製品の顔を務めた。また、西城の結婚（2001年）に際しては西城と夫人の２ショット写真がプリントされたオリジナルのバーモントカレーが挙式の引き出物として配られ、還暦記念イベント（2015年4月13日）の際にも「ヒデキ、 感激！」というせりふをもじった「ヒデキ、カンレキィ〜!」のコメントがプリントされたオリジナルのバーモントカレーがコンサートのお土産として配られるなど、西城に関連する祝い事には度々特別仕様のバーモントカレーが使われていた。
2018年5月16日に西城が急性心不全で死去。西城の死去に際してハウス食品は「CMは大変好評をいただき、そのおかげもあって今日カレーライスが国民食とまで言われ、皆様に愛されるようになりましたものと大変深く感謝しております。」とするコメントを発表した。また西城の葬儀・告別式では会葬御礼としてバーモントカレーが配られた。また死去を報じるNHKの各ニュース番組で、西条出演のバーモントカレーのCMが流れるという異例の事態となった。